# InkBall
InkBall ist ein Computerspiel von Microsoft, das in Windows Vista und Windows XP Tablet PC Edition enthalten ist. Die Aufgabe des Spielers ist es, farbige Bälle mit Hilfe von Linien in gleichfarbigen Löchern zu versenken. Die Linien können mit einem Grafiktablett oder, bei Windows Vista, mit einer Maus gezeichnet werden. In Windows 7 ist das Spiel nicht mehr enthalten.

## Spielweise
Das Spielfeld wird durch feste Blöcke begrenzt und enthält weitere feste Blöcke und andere Elemente: Löcher, Beschleunigungsflächen, Barrieren, zerstörbare Blöcke und Farbwechselblöcke. Barrieren können zeitabhängig, nur für bestimmte Farben, nur von einer Seite oder durch das Versenken eines Balles in einem Loch gleicher Farbe geöffnet oder überschritten werden. Zerstörbare Blöcke sind entweder neutral und lassen sich durch Berühren mit beliebigen Bällen zerstören oder gehören zu einer bestimmten Farbe. Das Zerstören von Blöcken wird mit Punkten belohnt. Farbwechselblöcke ändern die Farbe aller sie berührenden Bälle zur eigenen Farbe.
Das Ziel ist es, alle Bälle in Löchern zu versenken. Dabei dürfen farbige Bälle nicht in den andersfarbigen Löchern versenkt werden. Ausnahmen sind graue Bälle, die in jedem Loch, und graue Löcher, in denen alle Bälle versenkt werden dürfen; für entsprechende Aktionen gibt es jedoch keine Punkte. Mit wie vielen Punkten das Versenken eines Balls belohnt wird, hängt von seiner Farbe ab. Da Bälle, abhängig von der Spielstufe, umgefärbt werden können, gibt es oft alternative Lösungen. Sie sind zwar zum Teil schwerer zu erreichen,  können jedoch mehr Punkte einbringen. Die Mehrzahl der Level hat eine Zeitbegrenzung, und die nicht benötigte Zeit wird dem Punktekonto gutgeschrieben.
Die Linien können, mit einer hoch angesetzten Begrenzung, die zuerst gemalten Linien löscht, vollkommen frei mit gedrückter linker Maustaste gezeichnet werden. Mit ihnen können die Bälle in eine gewünschte Richtung gelenkt werden. Der Einfallswinkel eines auftreffenden Balls entspricht dem Ausfallwinkel. Eine Linie verschwindet, nachdem sie von einem Ball berührt wurde. Der Spieler kann bei Bedarf alle gesetzten Linien wieder entfernen. Im weiteren Spielverlauf erhält der Spieler einzelne feste Blöcke, die er mit der rechten Maustaste setzen kann. Bälle können auch gegenseitig voneinander abprallen, wobei ein Ball beschleunigt und der andere verlangsamt wird.
Es gibt fünf Schwierigkeitsgrade. Mit steigendem Schwierigkeitsgrad werden die Bälle schneller, die Level komplexer und das Zeitlimit knapper.

## Rezeption
- Jan Schneider von PC-Welt schreibt zu InkBall: „Aufgrund der unpräzisen Steuerung und der fehlenden Vergleichbarkeit von Punkteständen erzeugt Inkball weniger Langzeitmotivation als die anderen Vista-Spiele, die starre Implementierung wirkt halb gar.“[1]